# Skriktjärnet, Värmland
Skriktjärnet är en sjö i Arvika kommun i Värmland och ingår i Göta älvs huvudavrinningsområde.